# 克洛弗代爾鎮區 (印第安納州帕特南縣)
克洛弗代爾鎮區（英語：Cloverdale Township）是位於美國印第安納州帕特南縣的一個行政鎮區。

## 地方資料
根據2010年美國人口普查的數據，克洛弗代爾鎮區的面積為119.60平方千米，當中陸地面積為118.40平方千米，而水域面積為1.20平方千米。當地共有人口1275人，而人口密度為每平方千米10.66人。